# António José de Ávila

Der Herzog von Ávila und Bolama

António José de Ávila, erster Herzog und erster Markgraf (Marquês) von Ávila und Bolama (* 8. Mai 1806 in Faial, Azoren; † 3. Mai 1881 in Lissabon), war ein konservativer Politiker aus der Zeit der konstitutionellen Monarchie in Portugal. Er war u. a. Finanzminister, Außenminister und dreimal (1868, 1870 bis 1871, 1877 bis 1878) Regierungschef seines Landes.

## Leben
Bereits mit 15 Jahren immatrikulierte sich de Ávila an der Universität Coimbra, wo er Philosophie studierte. Da er zur absolutistischen Regierung König Michaels in Opposition stand, verbrachte er die Jahre, während denen Michael in Portugal herrschte, in Paris, wo er Medizin studierte. Während des Miguelistenkrieges ging er auf die Azoren, seinem Geburtsort, zurück, wo er die Konstitutionalisten unterstützte und ein erfolgreicher Kommunalpolitiker wurde.
Nach Ende des Krieges wurde er 1834 für die Azoren zum ersten Mal in das portugiesische Parlament, die Cortes gewählt. De Ávila sollte 26 Jahre ununterbrochen als Abgeordneter in der Cortes sitzen. Dort wirkte er als cartistischer Abgeordneter, der in scharfer Opposition zu den Setembristen stand, die 1836 die Macht übernahmen (Septemberrevolution). Gegen Ende der setembristischen Herrschaft, als Joaquim António de Aguiar 1841 zum ersten Mal die Regierung übernahm, trat de Ávila als Finanzminister in die Regierung ein. Er behielt diesen Posten auch in den Regierungen Costa Cabral (1842–1846) und Terceira, erst als Saldanha 1851 die Macht übernahm, trat er von diesem Posten zurück. 1857, in der Regierung des Herzogs von Loulé, übernahm er erneut den Posten des Finanzministers. Als 1868 nach den Januarausschreitungen die Regierung de Aguiar zurücktreten musste, übernahm Ávila zum ersten Mal den Posten des Ministerpräsidenten.
Als Ministerpräsident schaffte de Ávila eine Steuer, die zu den Januarprotesten geführt hatte, wieder ab, seine Regierung geriet dadurch jedoch in finanzielle Schwierigkeiten, so dass sie bald scheiterte. Später hatte er in verschiedenen Regierungen erneut den Posten eines Finanzministers inne. 1870 erneut Ministerpräsident. 1871 wird er von Fontes Pereira de Melo abgelöst und übernimmt seinerseits vom Herzog von Loulé den Vorsitz über die zweite Parlamentskammer. Von 1877 bis 1878, als Fontes wegen großer Unzufriedenheit in der Öffentlichkeit zurücktreten musste, übernahm de Ávila erneut die Regierung, die er 1878 wieder an Fontes übergab. Im gleichen Jahr wurde er zum Herzog von Ávila und Bolama geadelt.
| Vorgänger                                                                                               | Amt                                                   | Nachfolger                                                                    |
| --- | ----------------------------------------------------- | ----------------------------------------------------------------------------- |
| Joaquim António de Aguiar Bernardo de Sá Nogueira de Figueiredo António Maria de Fontes Pereira de Melo | Premierminister von Portugal 1868 1870–1871 1877–1878 | Bernardo de Sá Nogueira de Figueiredo António Maria de Fontes Pereira de Melo |

| Personendaten    | Personendaten                                                                    |
| ---------------- | -------------------------------------------------------------------------------- |
| NAME             | Ávila, António José de                                                           |
| KURZBESCHREIBUNG | konservativer Politiker aus der Zeit der konstitutionellen Monarchie in Portugal |
| GEBURTSDATUM     | 8. Mai 1806                                                                      |
| GEBURTSORT       | Faial, Azoren                                                                    |
| STERBEDATUM      | 3. Mai 1881                                                                      |
| STERBEORT        | Lissabon                                                                         |